# Skonsvikvatnan
Skonsvikvatnan és un petit llac del nord de Noruega. Està situat al municipi de Berlevåg, al comtat de Finnmark, al nord-oest del poble de Berlevåg. El llac es troba a 2 quilòmetres a l'oest de l'aeroport de Berlevåg.